# Bioscope (Alsace)
Pour les articles homonymes, voir Bioscope.
Le Bioscope est un ancien parc de loisirs français ouvert du 1er juin 2006 au 30 septembre 2012 et situé à Ungersheim, en Alsace.

## Projet
Situé à Ungersheim à proximité de Mulhouse et d'Ensisheim, Bioscope était un parc de loisirs consacré à l'environnement. L'idée initiale vient du succès du Futuroscope au début des années 1990. Plusieurs régions envisagent de se doter d'un projet un peu similiaire. Les élus du conseil général de la Vienne avaient retenu pour le Futuroscope l'idée d'un parc d'attraction autour des nouvelles technologies de l'information et du cinéma, les élus de la région Alsace-Lorraine cherchent à réitérer un succès comparable avec l’idée d'un parc à thème consacré aux questions écologiques, aux sciences de la vie et à la santé,,,. 
Ce parc était financé sur fonds publics (Région Alsace) et privés (CDA Parks, actionnaire de plusieurs lieux d'attraction dont le Parc Astérix en Île-de-France, et filiale, en fait d'une institution financière publique, la Caisse des dépôts et consignations ).

## Histoire
Le parc ouvre le 1er juin 2006, et veut « générer une prise de conscience et donner à chacun envie d'agir pour l'avenir de la planète ». Il propose des activités ludiques (spectacles) à vocation pédagogique (expositions, jeux) sur le thème de l'environnement. 
La durée de la visite de toutes les animations était d'environ 3 à 4 heures. Il y existait une offre de restauration complète ainsi que des aires de pique-nique. Agencé en cercles concentriques, le parc comprend trois grands thèmes : « limiter les changements climatiques », « préserver les milieux naturels » et « consommer de manière responsable ». 
L'écriture d'une musique dédiée au Bioscope a été confiée aux compositeurs français Didier Magne et à Manu Katché. Cette partition originale était une évocation des éléments de la nature que le parc permettait de découvrir au travers des compositions originales commandées aux deux musiciens.
Le Bioscope est plusieurs fois repensé en accentuant l'interactivité,.
En 2008, deux nouveautés sont au rendez-vous : Dédaloscope, le grand labyrinthe interactif, et Mission océan, l'animation 4D sur les fonds marins.
Les visiteurs peuvent découvrir ou redécouvrir les spectacles : le « Bioquizz » où se déroule un spectacle interactif, ainsi que les « Maîtres du feu », un spectacle pyrotechnique et chorégraphique (du groupe F) présenté au Théâtre des éléments. Les visiteurs sont tour à tour éco-terriens dans « Détritus » ou « Action Carbone », détectives dans « Biodétective » et dansaient sur les rythmes de « Planet Party ». La salle de l'arbre propose des récits d'explorateurs présentés par une fée ou un elfe. Cette salle sert également de cinéma 3D avec un documentaire sur un parc animalier et un résumé du film Le Voyage extraordinaire de Samy. L'architecture est de Frédéric Jung et le paysage de pasoDoble.
En 2011, le parc propose quatre nouveautés : un nouveau film 3D dans la salle de l'arbre, le Dédaloscope est à nouveau remanié sur le thème de la route des épices, des conteurs africains et un espace événementiel est aussi disponible (spectacles et restauration).
La Caisse des Dépôts et Consignations se retire en juin 2012, constatant une fréquentation nettement plus faible que prévu. Puis, le 30 septembre 2012, le Bioscope, faute de rentabilité suffisante, ferme définitivement ses portes au public.
En juin 2013, le journal L'Alsace annonce la reprise de l'activité du parc au printemps 2014 après transformation en parc du Petit Prince,.

## Les expositions temporaires
- Saison 2006 (du 1er juin au 11 novembre) : Cradologie, la science impolie du corps humain.
- Saison 2007 (du 17 mai au 11 novembre): Dinosaures, les dinos ont les crocs !
- Saison 2008 (du 5 avril au 11 novembre 2008) ! nouvelles animations : Dédaloscope et Mission océan

## Galerie de photos

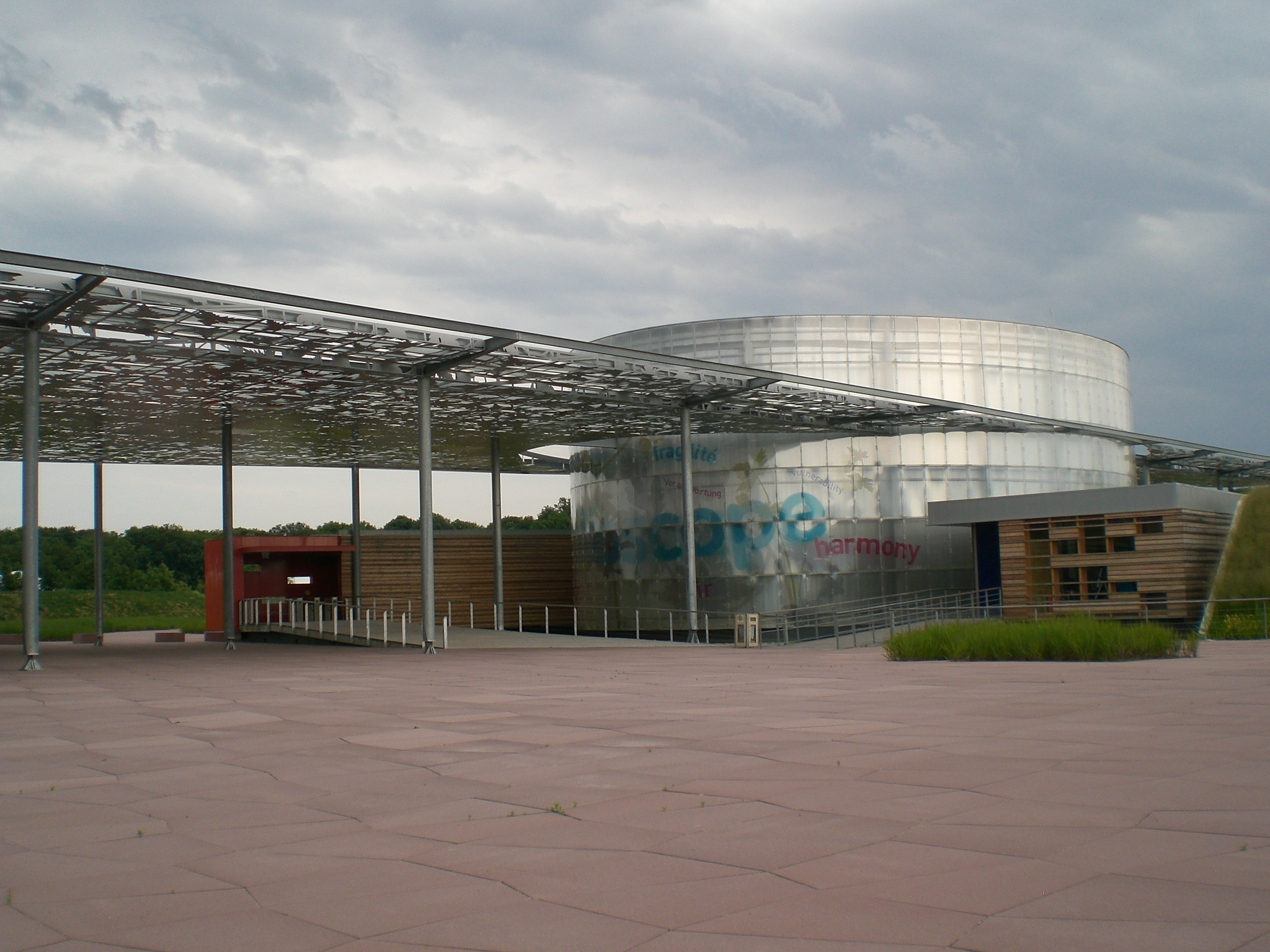
Entrée du Bioscope
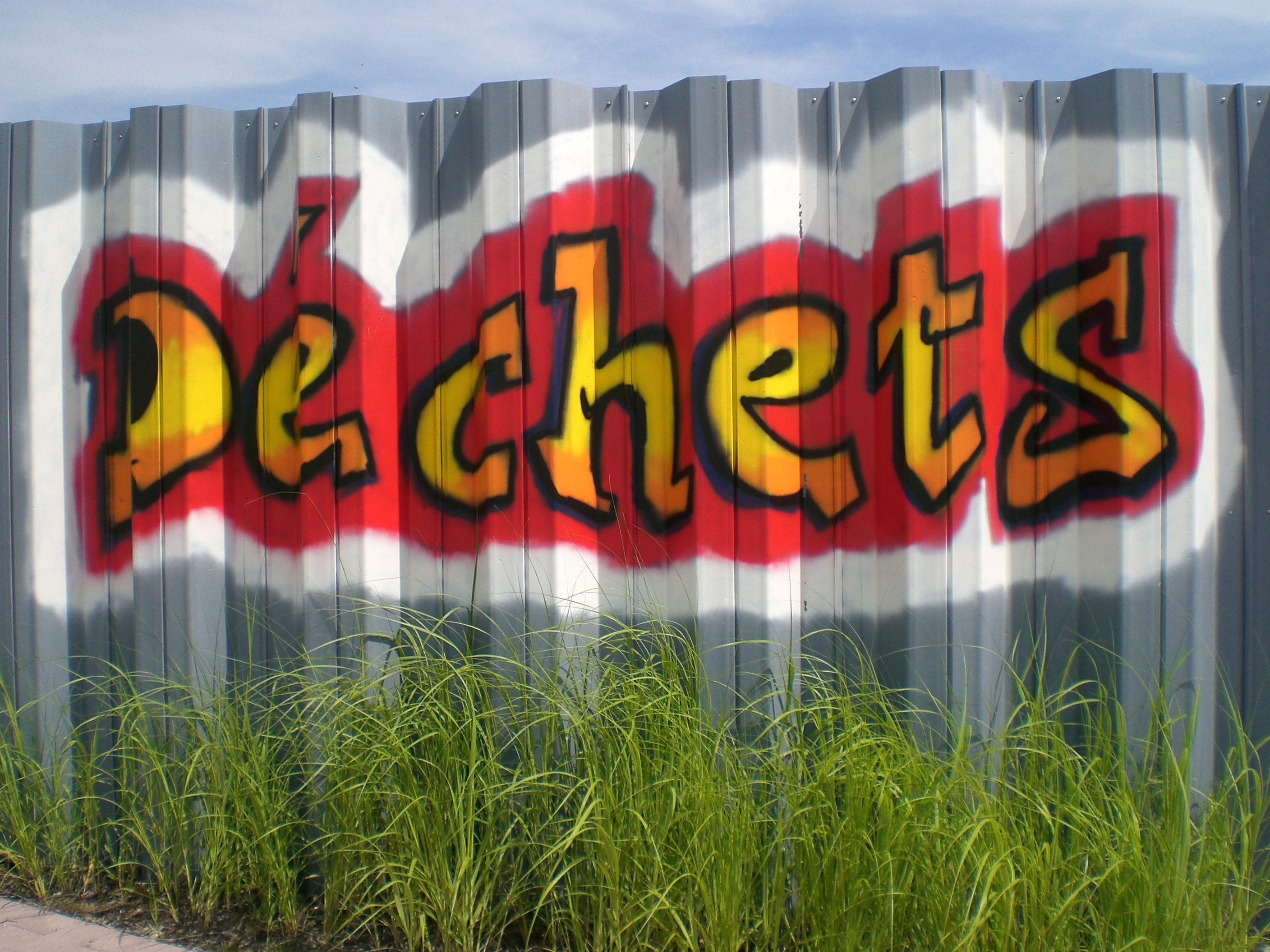
Détritus, le labyrinthe des déchets
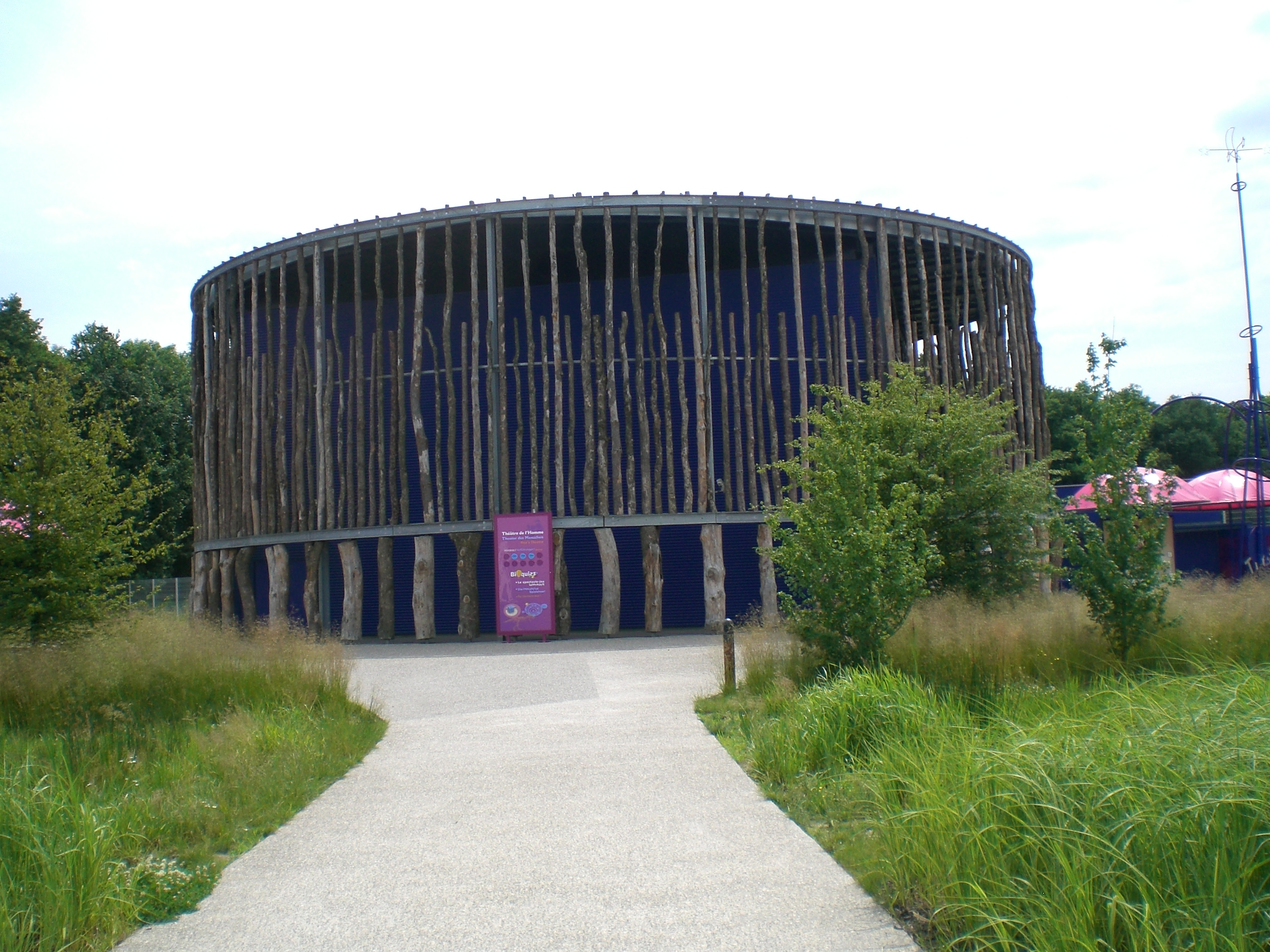
Théâtre de l'Homme, le Bioquizz
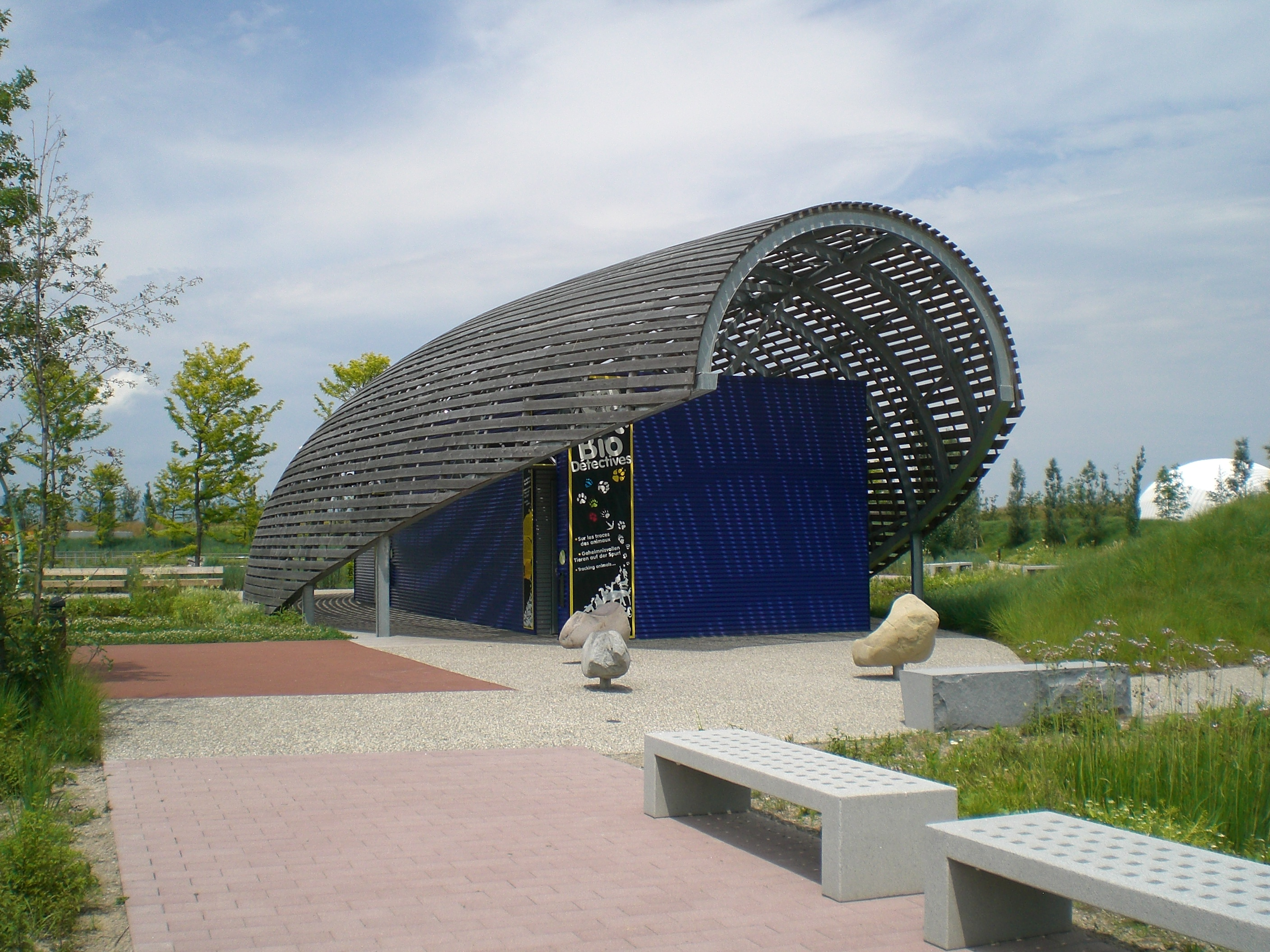
Biodétectives, sur les traces des animaux
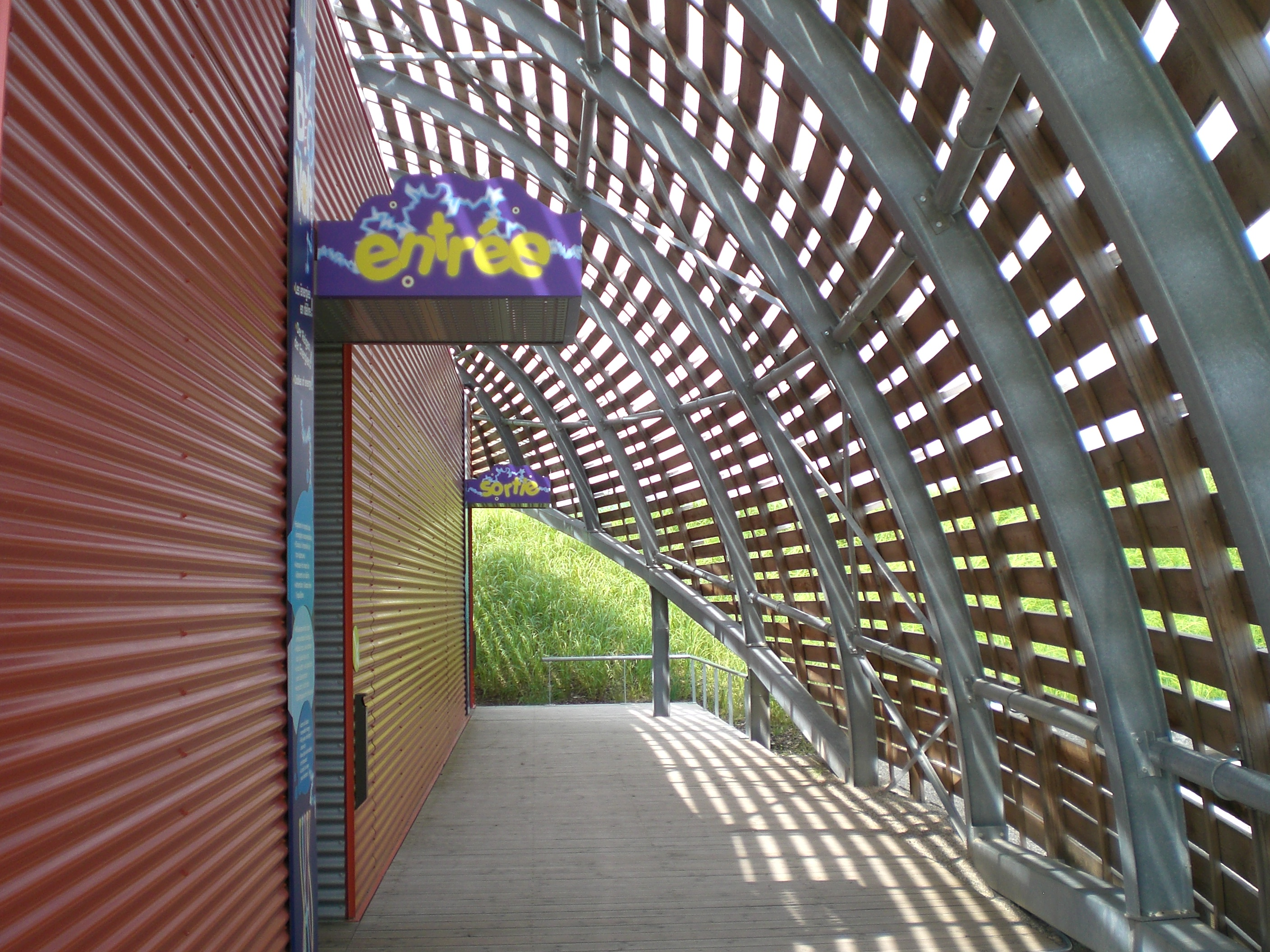
BioVolt, les énergies en délire
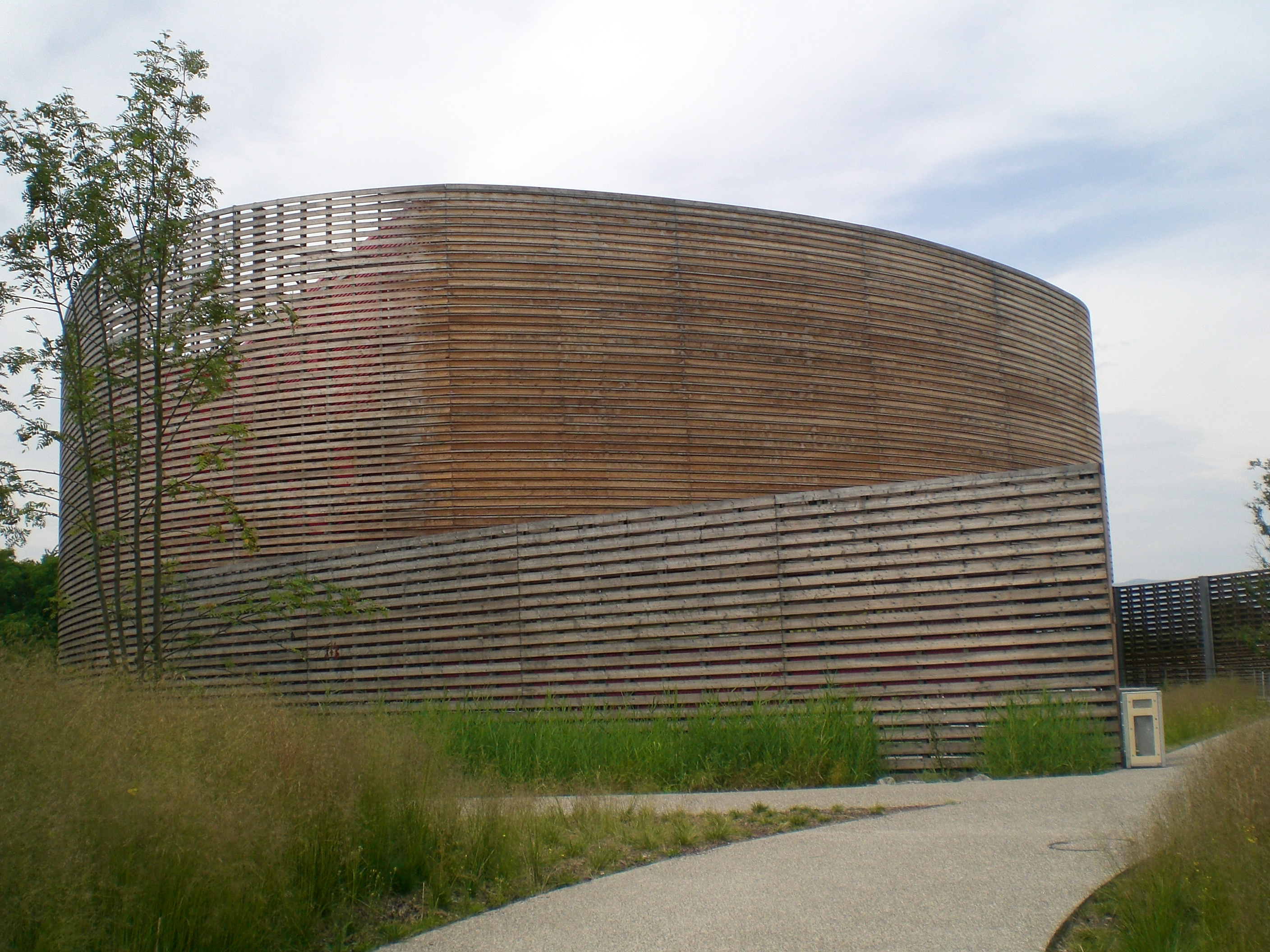
Le Théâtre des éléments, spectacle Les Maitres du Feu